# 코지코지
《코지코지》(コジコジ, Coji-Coji)는 1994년 "마루코는 아홉살"의 작가 사쿠라 모모코가 연재한 소녀 만화이자 1997년 TBS에 방영된 애니메이션이다. 한국에서는 2011년 7월 18일 애니맥스에 방영되었다.